# Chalcidiscelis koebelei
Chalcidiscelis koebelei is een vliesvleugelig insect uit de familie Pteromalidae. De wetenschappelijke naam is voor het eerst geldig gepubliceerd in 1899 door Ashmead.